# Ермилов (Константиновский район)
Ерми́лов — хутор в Константиновском районе Ростовской области России.
Входит в Стычновское сельское поселение. 

## История
Хутор Ермилов располагается на степной территории, которую пересекают овраги. Он размещен между балками Иванеевой, Ковалёвкой и Чапурной. Эта местность раньше называлась диким полем или Великим лугом. Первые поселенцы на этой территории появились в 1800 году, их деревянные курени и дворы были построены на правом берегу реки Кагальник. Саму территорию хутора до определенного времени населяло много семей с фамилией Ермиловых, отчего и могло произойти название хутора. С расселением людей на север, хутор оказался поделен на три части, которые назывались «кутками». Северную часть территории назвали Окопским кутком, место на берегу Кагальника называлось Золотым Рожком. Южная часть за рекой получила название Несмеяновского Кутка. До 1917 года в Ермилове насчитывалось около 250 хозяйств. Сады хутора располагались по берегам Кагальника, балки Иванеевой и Чапурной. Были они расположены и по берегам реки Белой. Уничтожение садов произошло во времена коллективизации. На территории хутора работали три ветряные мельницы, две водяные мельницы и одна механическая.
В 1974 году в Ермилове была построена двухэтажная школа по типовому проекту. В школе оборудовали большой спортивный зал и столовую. В 2005 году была сделана новая отопительная система на первом этаже. Кровля была отремонтирована в 2006 году. В 2007 году был проведен интернет и поставлена сигнализация. Со второго класса преподавался английский язык, был компьютерный класс, в котором преподавалась информатика.
В XXI веке появились сообщения о закрытии школы, расположенной на территории хутора Ермилов. Обеспокоенность этими новостями выразили местные жители и жители хутора Кондакова, расположенного неподалёку. Эти сообщения стали причиной переезда некоторых семей с маленькими детьми в Ростов-на-Дону и Константиновку. Некоторые дети из семей, проживающих на хуторе Ермилов, посещали школу хутора Гапкин, которая была там недавно построена. В школе числится 32 ученика, работает 10 учителей.

## Население
| 2010 |
| ---- |
| 307  |

## Улицы
- ул. Вокзальная,
- ул. Комсомольская,
- ул. Степная,
- ул. Школьная.